# Haderleinswustung
Haderleinswustung ist ein Gemeindeteil des Marktes Mitwitz im Landkreis Kronach (Oberfranken, Bayern).

## Geographie
Die Einöde liegt am Fuße des Hasenbergs (491 m ü. NHN, 0,6 km östlich). Es befindet sich dort eine Sandgrube, die als Geotop ausgezeichnet ist. Die Staatsstraße 2708 führt an Mostholz vorbei nach Haig (2 km nordöstlich) bzw. nach Kaltenbrunn (1,4 km südlich). Eine Gemeindeverbindungsstraße führt an der Schaumbergswustung vorbei nach Bächlein (1,1 km südwestlich).

## Geschichte
Haderleinswustung wurde in der ersten Hälfte des 19. Jahrhunderts auf dem Gemeindegebiet von Kaltenbrunn gegründet. Am 1. Januar 1974 wurde Haderleinswustung mit Kaltenbrunn im Zuge der Gebietsreform in Bayern nach Mitwitz eingegliedert.

### Einwohnerentwicklung
| Jahr      | 001854 | 001861 | 001871 | 001885 | 001900 | 001925 | 001950 | 001961 | 001970 | 001987 |
| Einwohner |        | 4      | 3      | 5      | 9      | 8      | 16     | 3      | 2      | 5      |
| Häuser    | 1      |        |        | 1      | 1      | 1      | 2      | 1      |        | 1      |
| Quelle    | [ 4 ]  | [ 6 ]  | [ 7 ]  | [ 8 ]  | [ 9 ]  | [ 10 ] | [ 11 ] | [ 12 ] | [ 13 ] | [ 1 ]  |

## Religion
Die Protestanten sind bis heute nach St. Laurentius (Burggrub) und die Katholiken nach Mariä Geburt (Glosberg) gepfarrt.